# Tomás Áriz
Tomás Áriz Oteiza (Pamplona, ?-Id. 1936) fue un militante destacado del Partido Comunista de Pamplona, Navarra (España). Tuvo por compañera sentimental a la maestra Camino Oscoz.
Fue asesinado a los 26 años de edad. Fue una de las primeras víctimas de la Guerra Civil en Navarra.